# IX Festival Internacional de la Canción de Viña del Mar
El IX Festival Internacional de la Canción de Viña del Mar, o simplemente Festival de Viña del Mar 1968, se realizó del 2 al 12 de febrero de 1968, durante 11 días en el anfiteatro de la Quinta Vergara, en Viña del Mar, Chile. Fue animado por primera vez por César Antonio Santis, acompañado por Laura Gudack, Heraldo García y Javier Miranda.
Esta fue la última edición no televisada, solamente fue transmitida por la radioemisora Minería.

## Artistas invitados
- Armando Manzanero
- Bric a Brac
- Chicho Gordillo
- Fernando Montes
- Gloria Benavides
- Jorge Romero
- Pat Henry
- Los Diablos Azules
- Patricia Sanders
- Patricio Morán
- Sandro
- Trakitán

## Relevancia histórica
- A partir de esta edición Ricardo García ya no animará el Festival de Viña del Mar tras haber dejado su trabajo en la Radio Minería, siendo sustituido por el joven César Antonio Santis de 21 años de edad.
- El certamen fue animado por primera vez por César Antonio Santis convirtiéndose así en el primer animador estable hasta 1975, siendo remplazado más tarde en 1976 por Antonio Vodanovic.
- La clasificación de los temas interpretados por Luz Eliana (España) y por Ricardo Arancibia (México) entre las canciones del género internacional fue «considerado como el primer paso en la internacionalización del Festival».
- Por primera vez se efectuó una preselección a medio festival quedando para la final solo cinco temas por género.
- Es la primera vez que gana la competencia internacional otro país que no sea Chile, este es el caso de España, el primer país extranjero en ganar.
- Por primera vez que se demuestra un especial entusiasmo por el espectáculo, portadas y extensas crónicas hablan de los entretelones de cada jornada.
- Los artistas invitados son entrevistados antes y tras su presentación, dándose cuenta de la real trascendencia de esta fiesta veraniega.
- Sandro con sus estrafalarias vestimentas y sus contorsiones en el escenario causa furor entre sus seguidoras.[2]
- Debutaron en esta versión los nuevos directores en la parte orquestal, Manuel Contardo y Carlos González, bajo la dirección musical de Izidor Handler.
- Los participantes de las competencias folclóricas e internacionales contaron por primera vez por el tradicional Coro del Festival.
- El público, los jurados provinciales y el Jurado Nacional presente en la Quinta Vergara también pudieron elegir a los ganadores de cada competencia.

## Competencias
El Municipio de Viña del Mar registró una recepción de 680 composiciones. De ellas, solo 20 pasaron a la final, según las reglas establecidas en las bases del concurso en aquel entonces.
Los ganadores de cada competencia fueron:
Internacional
- 1.er lugar:  España, «Palabras», de los autores españoles Jorge Domingo, Enrique Carnicer y su esposa Pons de Carnicer, interpretado por Luz Eliana.
- 2.º lugar:  Chile, «Para cuando vuelvas», de Julio Zegers, interpretada por Gloria Simonetti.
- 3.er lugar:  Chile, «Caminar», de Willy Bascuñán, cantada por Pedro Messone.

Folclórica
- 1.er lugar: «Camanchaca y polvareda», de Ricardo de la Fuente, interpretado por Los Ponchos Negros.
- 2.º lugar: «No sé pa' qué», de Jack Brown, interpretado por Voces de Tierra Larga.
- 3.er lugar: «Voy por los canales», defendido por su autor Rolando Alarcón.

Nota: Los ganadores de cada competencia se llevaron la suma de E°10.000 (diez mil escudos).